# الدخل الخاضع للضريبة
الدخل الخاضع للضريبة يشير إلى القاعدة التي يقوم عليها ضريبة الدخل يفرض النظام الضرائب. وبعبارة أخرى، فإن الدخل الذي فرضت عليه الحكومة الضرائب. عموما، فإنه يشمل بعض أو كل بنود الدخل ويتم تخفيض النفقات والخصومات الأخرى. تختلف المبالغ المدرجة كدخل ومصروفات واستقطاعات أخرى حسب البلد أو النظام. تنص العديد من الأنظمة على أن بعض أنواع الدخل غير خاضعة للضريبة (تسمى أحيانًا الدخل غير القابل للتقييم) وأن بعض النفقات غير قابلة للخصم في حساب الدخل الخاضع للضريبة. تقوم بعض الأنظمة بضريبة أساسية على الدخل الخاضع للضريبة للفترة الحالية، والبعض الآخر على فترات سابقة. قد يشير الدخل الخاضع للضريبة إلى دخل أي دافع ضرائب، بما في ذلك الأفراد والشركات، وكذلك الكيانات التي لا تدفع الضرائب بنفسها، مثل الشراكات، وفي هذه الحالة قد يطلق عليها «صافي الربح».
تتطلب معظم الأنظمة أن يتم تضمين جميع الدخل المحقق (أو المشتق) في الدخل الخاضع للضريبة. توفر بعض الأنظمة الإعفاء الضريبي لبعض أنواع الدخل. تفرض العديد من الأنظمة الضرائب بمعدلات مختلفة لأنواع مختلفة (على سبيل المثال: مكاسب رأس المال أو الرواتب) أو مستويات الدخل (مثل المعدلات المتدرجة).
في الولايات المتحدة، يشمل الدخل الإجمالي جميع الدخل المحقق من أي مصدر، ولكنه يستثني بنودًا معينة معفاة من الضرائب، مثل فوائد السندات البلدية. في عام 2010، قدمت كل من المملكة المتحدة والولايات المتحدة معدلات ضريبية مخفضة على مكاسب رأس المال وأرباح الأسهم.
تسمح معظم الأنظمة والسلطات القضائية للشركات بتخفيض الدخل الخاضع للضريبة من خلال تكلفة السلع أو الممتلكات الأخرى المباعة، فضلاً عن الخصومات لنفقات الأعمال. تحد العديد من الأنظمة من بعض أنواع الخصومات التجارية. على سبيل المثال تقتصر الخصومات على نفقات السيارات في المملكة المتحدة والولايات المتحدة.
تسمح بعض الأنظمة بالتخفيضات الضريبية لبعض النفقات غير التجارية (تسمى أحيانًا النفقات الشخصية أو المحلية). قد تشمل هذه النفقات النفقات الشخصية، مثل خصم فائدة الرهن العقاري، وتختلف على نطاق واسع حسب الولاية القضائية. بالإضافة إلى ذلك، لا تفرض العديد من الأنظمة سوى ضرائب على الأرباح التي تزيد عن حد ضريبة الدخل، وتسمح بخصم البدلات الشخصية أو الحد الأدنى من الخصومات الشخصية. يسمح نظام الضرائب الفيدرالي في الولايات المتحدة بخصم الإعفاءات الشخصية، فضلاً عن حد أدنى للخصم القياسي بدلاً من الخصومات الشخصية الأخرى. تسمح بعض الولايات في الولايات المتحدة ببعض الخصومات الشخصية.